# Henric al II-lea de Leez
Henric al II-lea de Leez (d. 4 septembrie 1164) a fost principe-episcop de Liège de la 1145 până la moarte.
Henric l-a sprijinit pe împăratul Frederic I Barbarossa în disputa sa cu papii Adrian al IV-lea și Alexandru al III-lea. În aprilie 1164 el și-a acordat consacrarea episopală pentru antipapa Pascal al III-lea.